# Saint-Denis-sur-Sarthon
Saint-Denis-sur-Sarthon is een gemeente in het Franse departement Orne (regio Normandië) en telt 1062 inwoners (1999). De plaats maakt deel uit van het arrondissement Alençon.

## Geografie
De oppervlakte van Saint-Denis-sur-Sarthon bedraagt 13,9 km², de bevolkingsdichtheid is 76,4 inwoners per km².
De onderstaande kaart toont de ligging van Saint-Denis-sur-Sarthon met de belangrijkste infrastructuur en aangrenzende gemeenten.

## Demografie
Onderstaande figuur toont het verloop van het inwonertal (bron: INSEE-tellingen).